# Zimtsäuremethylester
Zimtsäuremethylester  ist eine chemische Verbindung, die zu den Aromaten und den ungesättigten Carbonsäureestern gehört.

## Isomere
Zimtsäuremethylester hat eine trans-substituierte Kohlenstoff-Kohlenstoff-Doppelbindung in der Seitenkette. Der isomere cis-Zimtsäuremethylester wird als „Allozimtsäuremethylester“ bezeichnet und hat nur eine geringe Bedeutung. 

## Vorkommen

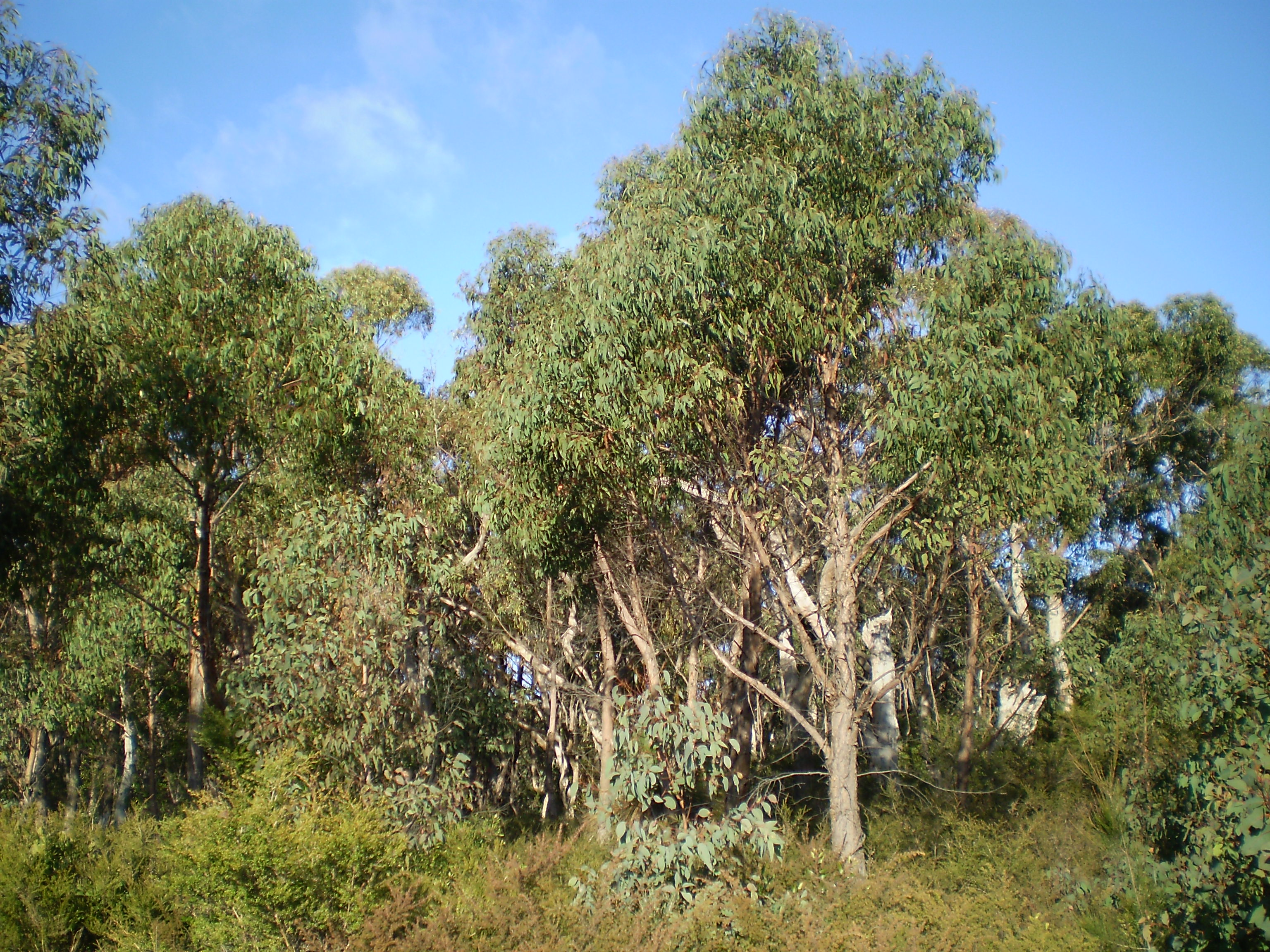
Eukalyptus (Eucalyptus olida)

In der Natur kommt der Ester in verschiedenen Pflanzen vor, z. B. in Moschus- und Wald-Erdbeeren und verschiedenen Basilikumarten. Die Eukalyptus-Art Eucalyptus olida hat den größten Gehalt an Zimtsäuremethylester.

## Darstellung
Zimtsäuremethylester kann durch Veresterung von Zimtsäure mit Methanol und Schwefelsäure als Katalysator gewonnen werden.
Auch durch eine Claisen-Kondensation von Benzaldehyd und Methylacetat in Anwesenheit von Natrium kann Zimtsäuremethylester gewonnen werden.
Eine weitere Synthesemöglichkeit stellt die Wittig-Reaktion dar, die über ein Phosphoniumsalz und eine Additionsreaktion an Benzaldehyd den Ester bildet.

## Eigenschaften
Zimtsäuremethylester ist ein weißer Feststoff und besitzt einen Geruch nach Balsam und Erdbeeren.